# Eadweard Muybridge

Animarea galopului unui cal după un set de fotografii realizate de Muybridge.

Eadweard J. Muybridge (n. 9 aprilie 1830 – d. 8 mai 1904) a fost un fotograf englez - american, cunoscut mai ales pentru dezvoltarea tehnicii fotografierii cu aparate de fotografiat multiple, menite a capta mișcarea și apoi a o prezenta sub formă animată, cu un aparat inventat de el însuși, zoopraxiscopul, înaintea inventării aparatelor de filmat cu bandă de celuloid.

## Viață și carieră timpurie
Muybridge s-a nascut Edward James Muggeridge în Kingston upon Thames, Anglia. Se crede că fotograful și-ar fi schimbat prenumele pentru ca ortografierea acestuia să coincidă cu cea a regelui Edward, King Eadweard, așa cum este scris pe piatra dedicată încoronării acestuia, care a fost ridicată din nou ca monument în Kingston în anul 1850. Deși nu a folosit prenumele schimbat decât în anii 1870, pionierul cinematografiei și-a schimbat numele de familie în Muygridge în timpul carierei sale timpurii din San Francisco, schimbându-l din nou în Muybridge imediat după ce dobândise oareceva faimă ca fotograf.

## Fotografierea vestului

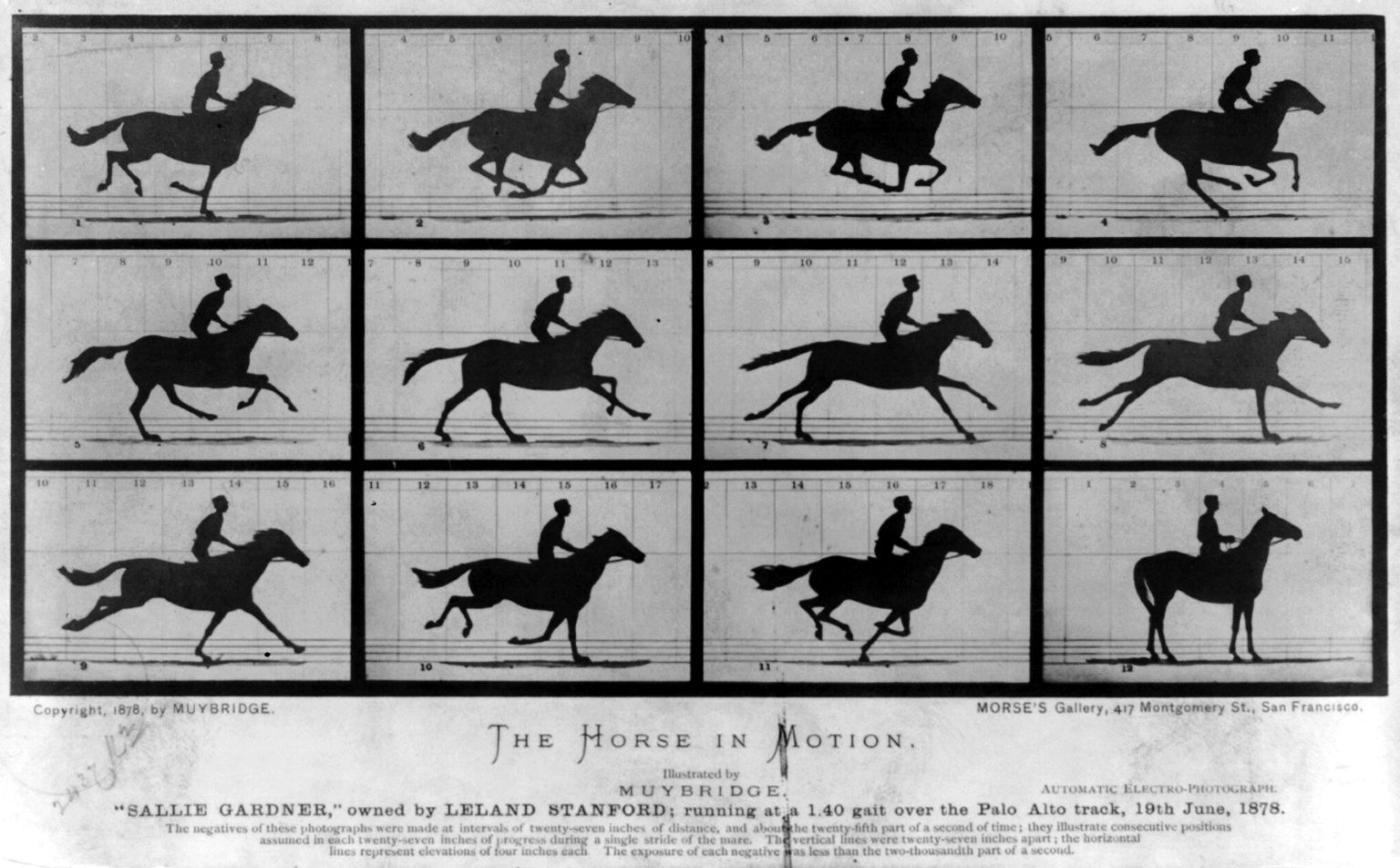
Evidenţa problemei galopului unui cal, Muybridge -- The Horse in Motion.

## Stanford și problema galopului unui cal
În 1872, fostul guvernator al statului California, Leland Stanford, om de afaceri și deținător de cai de curse, a avut un cuvânt de spus într-una din dezbaterile foarte populare ale timpului respectiv, dacă toate picioarele unui cal sunt la un anumit moment dat în aer sau nu. Stanford era convins că răspunsul la întrebare era da și și-a promis lui însuși va demonstra afirmația sa științific. Cunoscând realizările fotografice ale lui Muybridge, Stanford l-a angajat pe acesta ca să facă demonstrația fotografică de rigoare.
Muybridge a reușit in 1877 sa probeze, cu un singur negativ fotografic reprezentând galopul armăsarului Occident al lui Stanford, afirmațiile privind existența momentului în care toate picioarele calului sunt în aer, cu amendamentul că în acel moment membrele calului sunt în flexie, și nu în extensie cum se credea (și cum fuseseră reprezentate pictural). Ulterior, relația celor doi oameni va deveni una stabilă (Stanford l-a sprijinit financiar pe tot parcursul procesului în care Muybridge a fost acuzat de omucidere - vezi mai jos), până în anul 1882, când Muybridge va fi ofensat de nefolosirea fotografiilor sale într-o carte publicată de Stanford.

## Achitarea de acuzația de omucidere

Bizon american (numit curent "buffalo") în galop - animație realizată folosind un grup de fotografii realizate de Eadweard Muybridge

În 1874, pe vremea când încă locuia în zona San Francisco Bay Area, Muybridge a aflat că soția sa avea un amant, Harry Larkyns. În ziua de 17 octombrie 1874, se pare că l-ar vizitat pe acesta și după ce i-ar fi spus foarte politicos, "Bună seara, domnule. Mă numesc Muybridge și iată răspunsul la scrisoarea pe care ați trimis-o soției mele." – l-a împușcat pe Larkyns cu o pușcă.
În final, după un proces care a durat destul de mult, Muybridge a fost achitat de acuzația de omucidere.
Acest episod din viața lui Muybridge constituie subiectul unei opere, Fotograful, The Photographer, scrisă în 1982 de Philip Glass, conținând extrase înregistrate în timpul procesului, respectiv extrase din scrisorile lui Muybridge adresate soției sale.

## Importanța operei lui Muybridge
Următorii au fost influențați de opera lui Muybridge
- John Gaeta - principiile de bază ale fotografiei animate a lui Muybridge au fost re-folosite creativ pentru a crea tehnica cunoscută ca "bullet time" din filmul fraților Wachowski din 1999, The Matrix.
- Étienne-Jules Marey - a înregistrat pentru prima dată acțiuni fimate în direct cu o singură cameră de filmat
- Thomas Eakins - un artist care a continuat studiile de mișcare ale lui Muybridge încorporând descoperirile făcute în opera sa
- Thomas Edison - a inventat și a deținut un patent pentru o cameră de filmat
- William Dickson - creditat a fi fost inventatorul camerei de filmat moderne
- Marcel Duchamp - a folosit seria celebră a lui Muybridge, Nude Descending a Staircase, No. 2
- Animatorii și alți artiști vizuali folosesc constant opera lui Muybridge ca referință permanentă